# E.T. (Lied)
E.T. (lang: „Extraterrestrial“, deutsch: „Außerirdisch(er)“) ist ein Lied der US-amerikanischen Sängerin Katy Perry.

## Überblick
Es wurde auf Perrys zweitem Album Teenage Dream veröffentlicht. E.T. wurde von Katy Perry, Dr. Luke, Max Martin und Ammo geschrieben, und von Dr. Luke, Max Martin und Ammo produziert. Das Lied wurde als Werbung für Teenage Dream bei iTunes veröffentlicht, gefolgt von Not Like the Movies und Circle the Drain.

## Hintergrund
Katy Perry ließ ihre Fans auf ihrer Twitter-Seite über die vierte Single des Albums Teenage Dream abstimmen. E.T. gewann die Abstimmung der Fans. Laut der Plattenfirma EMI gab Perry bekannt, dass „E.T.“ im Februar 2011 als Single veröffentlicht wird.

## Rezeption
- Die Los Angeles Times schrieb, „[Perry kann] das Stottern einer Hip-Hop-Diva auf dem von Rihanna beeinflussten E.T. nachahmen, und den Hörer davon überzeugen, dass es perfekt zu ihr passt. Und zwar wie angegossen! Was für eine Person sich auch immer unter Perrys Perücken und Kostümen befindet, ist für ihre Musik unwichtig. Die Art und Weise, in der sie sich selbst kreiert, ist das Ziel und der Kern ihrer Kunst.“[2]
- Allmusic schrieb, „[Perry] reproduziert mit ‚E.T.‘ Ryan Tedders gläserne, roboterhafte Fremdartigkeit, vermeidet es aber eindrucksvoll, Lady Gaga nachzuahmen, die einfach zu abstrakt für die unverblümte Katy ist – aber das sind lediglich Akzentuierungen, die zu ihrer Stil- und Themenpalette von One of the Boys hinzugefügt werden.“[3]
- Bei BBC Music heißt es „auf der vom Rave beeinflussten quasi-Ballade E.T. erkennt man eine bestimmte Neigung zu schlichten, düsteren Gedanken, die eine neue Katy Perry präsentieren, eine, die sich sehr von derjenigen unterscheidet, die ungebeten in manch einer Kolumne über das Showgeschäft erscheint.“[4]
- Entertainment Weekly schrieb, „sie neigt dazu, das beste der Leotard-Damenmode der 80er Jahre miteinander zu verbinden, wie sie es auf der herrlich fehlerhaften Rückkehr [zu dieser Zeit namens] E.T. zeigt – stellen Sie sich vor, Lita Ford würde durch Trent Reznors Albträume kriechen, etwa wie im Spielfilm Inception“.[5]
- Das Slant Magazine meinte, „auf dem undurchschaubaren [Lied] E.T. vergleicht Perry ihren Geliebten (positiv?) mit einem Außerirdischen und Dr. Luke schnappt sich die Hintergrundmusik von t.A.T.u.s Lied All the Things She Said, vermutlich als Anerkennung für seine Vorgänger auf dem Feld des ausbeuterischen Dance Floor-Schunds“.[6]
- Sputnikmusic stellte fest: „Ich verstehe, dass E.T. „weltraummäßig angehaucht“ sein soll, was sich in kitschigen Synthies und coolen Klangeffekten äußert, doch vom Liedtext her scheint das Lied mehr „Alien Sex Files 3“ als Solaris zu sein. Ich mag deinen [Perrys] Versuch wirklich, mit Songs, die vor Sperrigkeit und düsteren, schwermütigen Gefühlen nur so rauchen, Songs wie Who am I Living For? und Pearl, eine etwas ernstzunehmendere Künstlerin zu sein, aber das sind Songs, die in den Händen einer vielseitigeren Sängerin trotzdem besser funktionieren würden.“[7]
- Das Billboard Magazin schrieb „E.T. […] [ist] mit einem Electro-Einschlag wie in Boom Boom Pow und Texten, in denen Perry vergiftetere Beziehungen behandelt, schwieriger, sowohl von der Musik als auch vom Text her. […] Aber diese neue Tiefgründigkeit sollte nicht überraschen, denn trotz alles Prunks und aller Wassermelonenkostüme ist Perry vor allem eine geschickte und persönliche Pop-Songwriterin. Und Teenage Dream zeigt an mit Bedacht ausgewählten Stellen, dass sie bereit ist, erwachsen zu werden.“[8]
- Pop Matters schrieb „[…] Songs wie E.T. oder Circle the Drain sind weder stark noch aufregend noch klug noch musikalisch interessant genug, um Perry irgendeine Form von wahrer Glaubwürdigkeit als ernstzunehmende Künstlerin, die tatsächlich irgendetwas zu sagen hat, zu verleihen.“[9]
- Das Now-Magazin schrieb „Diese beiden Eigenschaften [Perrys Sexappeal und alberner, übertrieben bescheidener Charme] sind auf dem größten Teil des Albums nicht im Gleichgewicht, was zu peinlichen Liedern wie E.T. (Futuristic Lover) und Peacock führt.“[10]

## Auftritte

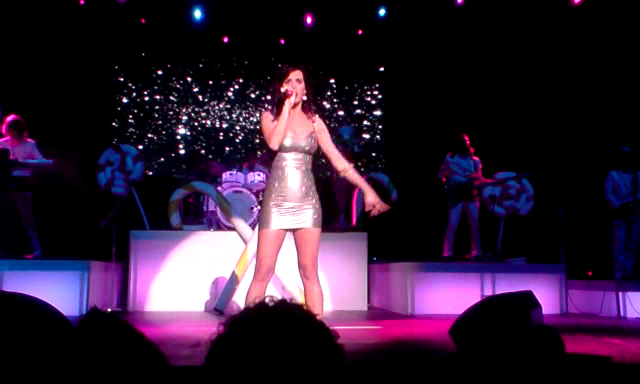
Katy Perry singt E.T. in Budapest, Ungarn im Oktober 2010 im Rahmen ihrer „California Dreams Tour“.

Katy Perry sang E.T. bei sämtlichen Veranstaltungen, darunter beim Walmart Soundcheck und im Madison Square Garden in Manhattan, New York City am 10. Dezember 2010 für Z100s Jingle Ball. Katy Perry nahm das Lied auch auf die Setlist ihrer „California Dreams Tour“ und wird das Lied bei jedem Konzert ihrer zweiten Tournee spielen. Nachdem er zu We Will Rock You sang und rappte, spielte Kanye West auch E.T. (ohne Katy Perry) bei den Coachella Valley Music and Arts Festival 2011. Katy Perry sang ihren Hit auch in der zehnten Staffel von American Idol am 21. April 2011. Backgroundtänzer begleiteten Katy Perry beim Auftritt, Perry trug passend zum Lied ein futuristisches Outfit, und Kanye West rappte anschließend seinen Vers. Kanye West kam unangekündigt auf die Bühne; es war ursprünglich nicht geplant, dass Katy Perry das Lied mit Kanye West singt.

## Musikvideo

### Entstehung
Das Musikvideo zu E.T. wurde im Frühjahr 2011 von der Musikvideo-Regisseurin und Fotografin Floria Sigismondi gedreht. Sie ist für „dunkle, weibliche“ Musikvideos bekannt, was sich auch in ihren Arbeiten für Christina Aguilera und Marilyn Manson zeigt. In einem Interview mit NRJs französischer Radio-Show Le 6/9 am 10. März 2011 äußerte sich Katy Perry über ihre Zusammenarbeit mit Sigismondi erfreut. Premiere hatte das Video am 31. März 2011 auf den Musikportalen Vevo und MTV.

### Inhalt
Zu Beginn des Musikvideos hört man im Hintergrund das Lied Where in the World Can My Lover Be? von Midge Williams & Her Jazz Jesters. Dann beginnt die Musik zu E.T., und Kanye West ist in einer kurzen Szene in einem Sputnik zu sehen. Katy Perry stellt ein Alien dar, gleitet durch den Weltraum und entwickelt ein humanoides Aussehen, bevor sie auf der Erde landet, welche mit Funken bedeckt ist. Es werden auch immer wieder kurze Szenen gezeigt, in denen man ein sterbendes Reh sieht. Auf der Erde stößt Katy Perry zufällig auf einen defekten Roboter (einem Raumfahrer ähnelnd), der nach einem Kuss von Katy Perry zu einem nackten Mann (gespielt von Shaun Ross) wird. Katy Perry hat die Füße einer Gazelle. Unterdessen wird West wieder gezeigt, und man sieht wie er in einem Sputnik durch den Weltraum fliegt.
Das Musikvideo spielt auch auf eine vermutliche Zukunft an, da Katy Perry eine Box findet, welche das Skelett einer Taube enthält und eine Sonnenbrille, die Katy Perry später im Musikvideo trägt.
Während des Musikvideos trägt Katy Perry immer wieder verschiedene extravagante und futuristische Outfits und Gesichtsschminke, darunter blau-pinkes Make-up, katzen- und reptilienähnliche Augen und gebogene Hörner über dem Kopf. Willa Paskin vom New York Magazin verglich ihr Aussehen mit einer „ausführlichen, sonderbaren, bunten Regenbogen-Kabuki“. Sie stellte auch Vergleiche an mit Lady Gagas Aussehen im Musikvideo zu Born This Way, der Queen von Sheba, Ziggy Stardust (das Alter Ego des britischen Musikers David Bowie) und den fiktionalen Charakteren Lara Croft, Padmé Amidala und Jadzia Dax.

## Kommerzieller Erfolg

### Chartplatzierungen
| ChartsChartplatzierungen       | Höchstplatzierung | Wochen |
| ------------------------------ | ----------------- | ------ |
| Deutschland (GfK)              | 9 (22 Wo.)        | 22     |
| Österreich (Ö3)                | 7 (19 Wo.)        | 19     |
| Schweiz (IFPI)                 | 14 (15 Wo.)       | 15     |
| Vereinigte Staaten (Billboard) | 1 (30 Wo.)        | 30     |
| Vereinigtes Königreich (OCC)   | 3 (24 Wo.)        | 24     |

| ChartsJahrescharts (2011)      | Platzierung |
| ------------------------------ | ----------- |
| Deutschland (GfK)              | 57          |
| Österreich (Ö3)                | 47          |
| Vereinigte Staaten (Billboard) | 4           |
| Vereinigtes Königreich (OCC)   | 36          |

| ChartsJahrescharts (2010–2019) | Platzierung |
| ------------------------------ | ----------- |
| Vereinigte Staaten (Billboard) | 40          |

### Auszeichnungen für Musikverkäufe
| Land/Region                  | Auszeichnungen für Musikverkäufe (Land/Region, Auszeichnung, Verkäufe) | Verkäufe   |
| ---------------------------- | ---------------------------------------------------------------------- | ---------- |
| Australien (ARIA)            | 6× Platin                                                              | 420.000    |
| Brasilien (PMB)              | Diamant                                                                | 250.000    |
| Dänemark (IFPI)              | Gold                                                                   | 15.000     |
| Deutschland (BVMI)           | Gold                                                                   | 150.000    |
| Frankreich (SNEP)            | —                                                                      | 70.500     |
| Italien (FIMI)               | Platin                                                                 | 30.000     |
| Kanada (MC)                  | 7× Platin                                                              | 560.000    |
| Mexiko (AMPROFON)            | Gold                                                                   | 30.000     |
| Neuseeland (RMNZ)            | Platin                                                                 | 15.000     |
| Österreich (IFPI)            | Platin                                                                 | 30.000     |
| Vereinigte Staaten (RIAA)    | Diamant                                                                | 10.000.000 |
| Vereinigtes Königreich (BPI) | Platin                                                                 | 600.000    |
| Insgesamt                    | 3× Gold · 17× Platin · 2× Diamant ·                                    | 12.170.500 |

Hauptartikel: Katy Perry/Auszeichnungen für Musikverkäufe